# Alzheimerova bolest
Alzheimerova bolest je teška, neizlječiva, degenerativna bolest mozga, koja može uzrokovati smrt. Svojim napredovanjem dovodi do demencije, gubitka pamćenja, poremećaja mišljenja, te promjena u ponašanju i osobnosti bolesnika.
U SAD-u bolest je četvrti uzrok smrti. Napada kratkotrajno pamćenje i uništava neurone i veze u moždanoj kori što dovodi do značajnog gubitka moždane mase. Bolest je prvi opisao psihijatar Aloysius (Alois) Alzheimer 1906. godine, a prvi čovjek koji je obolio od bolesti je žena Auguste Deter, koja je umrla 8. travnja 1906. u 56. godini, koja je oko sedam godina prije smrti oboljela od Alzheimerove bolesti. 
Postoje lijekovi za usporavanje i ublažavanje bolesti u ranijim stadijima. Alzheimerova bolest je dvostruko češća kod žena, a najčešća u dobi od preko 65 godina. Bolest u prosjeku traje 7 godina, katkad i do 20 godina. Autopsija ljudi koji su imali Alzheimerovu bolest pokazuje oštećenja tzv. bazalne jezgre koja se nalazi u moždanom deblu i proizvodi acetilholin, tvar koja je potrebna za prijenos impulsa s jedne moždane stanice na drugu. Za pamćenje je vrlo važna dobra komunikacija među stanicama, a nema li dovoljno tvari koja tu komunikaciju omogućuje, pamćenje i dosjećanje je vrlo teško.
Kada bolest napadne um, pamćenje je vrlo kratkotrajno. Informacije koje tada čovjek dobije zaboravlja u roku od nekoliko minuta, a i često je razdražljiv i agresivan. Alzheimerova bolest se može potpuno utvrditi nakon što se pregleda tkivo pod mikroskopom, što je moguće tek poslije smrti. Zbog toga, liječnici se oslanjaju na druge tehnike da bi dijagnosticirali Alzheimerovu bolest. Dijagnoza počinje time što se uklanjaju svi mogući uzroci gubitka pamćenja kao što su depresija, alkoholizam i upotreba droga.
Osoba se zatim podvrgava pregledima, uključujući i posebno skeniranje mozga, da bi se kao uzrok uklonili i drugi poremećaji. Nakon toga, osoba ide na detaljniji pregled koji se zove neuropsihološki pregled, a koji je napravljen tako da procijeni njegove sposobnosti da izvrši određene mentalne zadatke. Liječnici se također raspituju o medicinskoj prošlosti oboljelog da saznaju više o nekim težim bolestima u obitelji, što može pomoći u dijagnosticiranju bolesti.
Alzheimerova bolest i ostali oblici demencije pogađaju danas oko 24 milijuna ljudi u svijetu, a znanstvenici procjenjuju da bi do 2020. u svijetu moglo biti 43 milijuna oboljelih. Procjene za Hrvatsku kreću se oko 80.000 oboljelih od demencije (2006. godina).
Poznatiji pacijenti su: Ronald Reagan i američki glumac Charlton Heston.